# Scherpe streepbandmot
De scherpe streepbandmot (Isophrictis anthemidella) is een vlinder uit de familie van de tastermotten (Gelechiidae). De wetenschappelijke naam is gepubliceerd in 1871 door Wocke.
De soort komt voor in Europa.